# Королівське весілля (фільм)
«Королівське весілля» (англ. «Royal Wedding») — американський мюзикл Стенлі Донена 1951 року. У головних ролях — Фред Астер та Джейн Пауелл.

## Сюжет

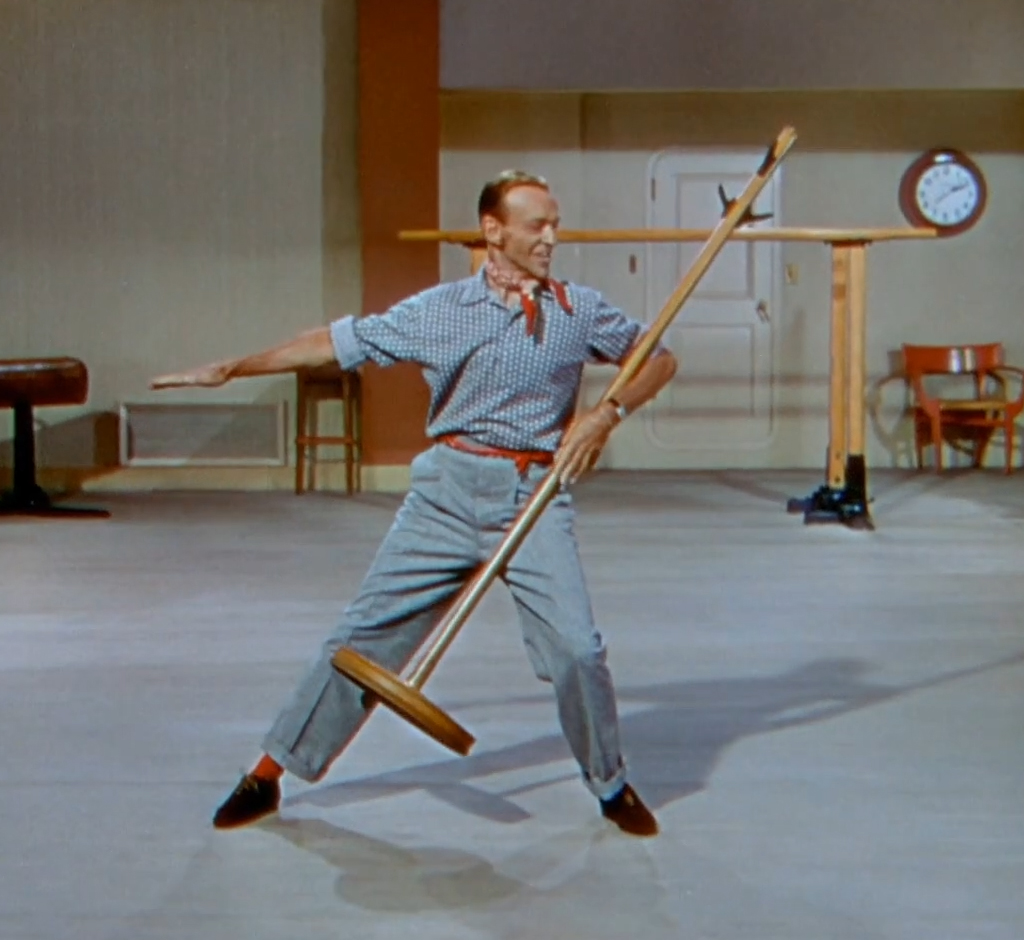
Том чекає на Еллєн

Популярна танцювальна пара американців отримує запрошення на виступ на королівському весіллі. Том і Еллєн Бовен відразу вирушають до Англії. На пароплаві Еллєн знайомиться із справжнім лордом. Коли видається вільна хвилинка, брат з сестрою займаються постановкою номера, який їм доведеться показувати, а оскільки в Тома вільного часу виявляється значно більше, ніж у сестри, то він репетирує на самоті... в компанії зі шваброю. Та по прибутті до Лондона він починає краще розуміти сестру, адже сам закохується у привабливу танцівницю Енн Ешмонд.

## У ролях

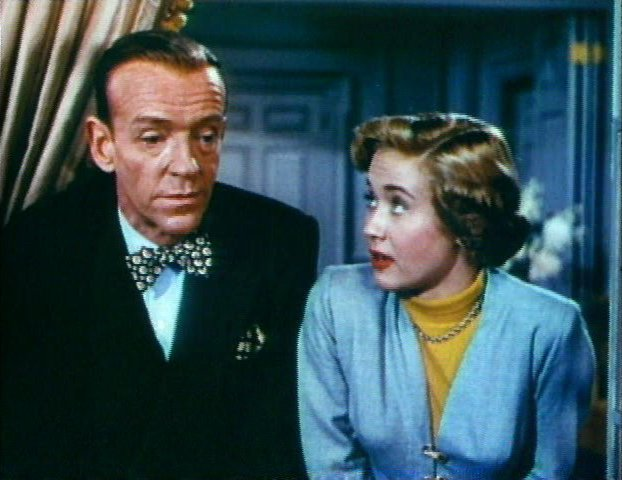
Том та Еллєн

- Фред Астер — Том Бовен
- Джейн Пауелл — Еллєн Бовен
- Пітер Лоуфорд — лорд Джон Бліндейл
- Сара Черчилль — Енн Ешмонд
- Кінен Вінн — Ірвінг та Едгар Клінгер
- Альберт Шарп — Джеймс Ешмонд

## Зйомки
Зйомки фільму велися у Лондоні з 6 липня по 5 жовтня 1950 року.

## Прем'єри
- 8 березня 1951 — Нью-Йорк
- 23 березня 1951 — США
- 1 жовтня 1951 — Швеція
- 4 лютого 1952 — Данія
- 4 липня 1952 — Фінляндія

## Цікавинки
- Сюжет фільму прив'язано до реальної події — весілля британської принцеси Єлизавети із грецьким принцом Філіпом.
- Прообразом пари Еллєн та Том Бовен є, власне, Фред Астер та його сестра Адель.
- Спочатку на роль Еллєн запросили Джун Еллісон, та вона не змогла взяти участь у зйомках через вагітність. Наступною кандидаткою стала Джуді Гарленд, але студія MGM припинила дію її контракту.
- На роль Енн Ешмонд могли взяти Мойру Ширер.
- Радіо «Lux Radio Theater» зробило власну 60-хвилинну адаптовану версію фільму, яку випустило до ефіру 14 квітня 1952.